# Portulaca argentinensis
Portulaca argentinensis är en portlakväxtart som beskrevs av Carlos Luis Spegazzini. Portulaca argentinensis ingår i släktet portlaker, och familjen portlakväxter. Inga underarter finns listade i Catalogue of Life.